# Paul Reichel (Radsportler)
Paul Reichel (* 1912 in Leipzig; † 23. September 1941 in der Sowjetunion) ist ein ehemaliger deutscher Radrennfahrer und nationaler Meister im Radsport.

## Sportliche Laufbahn
Reichel war von 1929 bis 1941 als Radrennfahrer aktiv. 1929 gewann er ein Rennrad als Preis für seinen Sieg im „Ersten Schritt“. Er startete für den Verein Diamant Chemnitz.
Der Zweite Weltkrieg beendete seine sportliche Laufbahn. Seine größten Erfolge waren die Siege im Rennen Berlin–Leipzig 1934 und 1938. 1929 siegte er mit 17 Jahren im Opel-Preis von Leipzig. Weitere Erfolge waren die Siege in den Rennen Quer durch die Lüneburger Heide, Berlin–Halle, Bochum–Münster–Bochum, Rund um Dortmund, Rund um Görlitz und im Großen Straßenpreis von Hannover. 1933 rangierte er auf der Jahresbestenliste der deutschen Amateurstraßenfahrer hinter Jupp Arents und Hermann Siebelhoff auf dem 3. Platz.
1934 gewann er mit Friese, Dornberger und Richter die Deutsche Meisterschaft im Mannschaftszeitfahren. 1937 siegte er im Großen Sachsenpreis bei den Amateuren.
Trotz seiner Erfolge wurde er nicht in die Nationalmannschaft und den Olympiakader für die Sommerspiele 1936 berufen. Reichel war Gegner des Nazi-Regimes, er verweigerte bei Siegerehrungen den Hitlergruß.